# Charles Mériaux
Vous pouvez aider à l'améliorer ou bien discuter des problèmes sur sa page de discussion.
- Il ne cite pas suffisamment ses sources. Vous pouvez indiquer les passages à sourcer avec {{référence nécessaire}} ou {{Référence souhaitée}}, et inclure les références utiles en les liant aux notes de bas de page. (Marqué depuis mars 2017)
- Il est à actualiser. Certains passages sont obsolètes ou annoncent des événements désormais passés. (Marqué depuis avril 2022)

- Archive Wikiwix
- Bing
- Cairn
- DuckDuckGo
- E. Universalis
- Gallica
- Google
- G. Books
- G. News
- G. Scholar
- Persée
- Qwant
- (zh) Baidu
- (ru) Yandex
- (wd) trouver des œuvres sur Wikidata

Charles Mériaux est un historien français, spécialisé dans l'histoire religieuse du haut Moyen Âge, et chercheur[Depuis quand ?] à l’Institut de recherches historiques du Septentrion (IRHiS) et depuis 2020 directeur, ainsi que professeur des universités à l'université de Lille.

## Biographie

### Enfance et formation
En 1990, il passe son baccalauréat avec mention au lycée Baudelaire de Roubaix.

### Carrière universitaire
Charles Mériaux est titulaire d'une licence de géographie (université Paris 1, 1994), de l'agrégation externe d'histoire (1996) et d'un diplôme d’études approfondies (DEA) d'histoire médiévale (université Lille-III, 1996). 
En 2002, il a soutenu une thèse de doctorat portant sur la formation des diocèses septentrionaux de la Gaule du VIe au Xe siècle. Pour financer ses recherches, il a obtenu une bourse d'aide à la recherche de la part de la mission historique française en Allemagne de Göttingen, d'une durée de deux ans.
Sa liaison avec l'Allemagne date déjà du collège / lycée, ayant choisi l'allemand comme première langue étrangère et ayant participé en 1987 à l'échange scolaire avec le Gymnasium an der Gartenstraße à Mönchengladbach (Rhénanie). Sa thèse est publiée en 2006 sous le titre : Gallia irradiata. Saints et sanctuaires dans le nord de la Gaule du haut Moyen Âge.
Il présente en 2002 une thèse intitulée, La formation des diocèses septentrionaux de la Gaule (Arras/Cambrai, Tournai et Thérouanne). Mission, topographie chrétienne et culte des saints. En 2002, il est élu maître de conférences à l'université de Reims. Il intègre l'université Lille-III en 2005. Depuis 2016, il est professeur d'histoire du Moyen Âge à l'université de Lille Sciences humaines et Sociales.

## Travaux

### Axes de recherche
Charles Mériaux travaille sur l’histoire du haut Moyen Âge en général et plus particulièrement sur l’hagiographie et le culte des saints, le clergé rural dans l’Occident latin.

#### Hagiographie du haut Moyen-Âge
Le premier grand axe de recherche de Charles Mériaux aborde l'hagiographie du haut Moyen Âge dans ses rapports avec l'espace et la société du nord de la Gaule. Ces récits lui ont permis d'étudier la formation des entités religieuses originales dans ces régions, mais aussi la façon dont l'hagiographie a grandement participé à l'élaboration de la mémoire des institutions auxquelles elle appartenait. Enfin, l'historien montre qu'elle met aussi en lumière la compétition constante entre élites laïques et ecclésiastiques. Il a notamment étudié le dossier des Passions de saint Léger d’Autun.

#### Clergé local à l'époque carolingienne
Son deuxième grand axe de recherche porte sur le clergé local à l'époque carolingienne, c’est-à-dire couvrant la seconde moitié du VIIIe siècle, le IXe et une bonne partie du Xe siècle. Il s'agit d'un sujet portant sur une période très large, allant de la seconde moitié du VIIIe siècle jusqu'à une partie du XIe siècle, mais surtout, selon Charles Mériaux, d'un sujet qui a pendant longtemps été très peu étudié sous cet angle historique. Et ce car le clergé carolingien est majoritairement documenté dans des récits présentant des modèles et non pas la réalité des faits. Cela a longtemps exclu cette part de la population des travaux d'histoire, la reléguant alors au simple rôle d'étude du droit canon.

### Autres projets
Pour pouvoir avoir accès plus facilement aux sources limitées partout dans le monde, les historiens ont le réflexe de choisir une approche comparative de leurs travaux en constituant un réseau. C'est dans cette optique que Charles Mériaux participa à l'organisation en mai 2013 du colloque La Dramatique conciliaire. Coups de théâtre, tactique et sincérité des convictions dans les débats conciliaires de l’Antiquité à Vatican II,.
Il collabore par ailleurs à un projet de recensement des églises édifiées avant l'an mille et dirige une série d'ateliers portant sur les textes hagiographiques. Il est aussi secrétaire à la rédaction à la Revue du Nord, membre des comités de lecture de la Revue d’histoire de l’Église de France et de la Revue Mabillon. Enfin, il a aussi participé en tant que conseiller scientifique à la réalisation de la série télévisée Sur nos traces. Troisième partie : à l'époque des Francs, diffusée du 17 au 21 juin 2013 sur la chaîne ARTE.

## Publications[11]

### Ouvrages
- La Naissance de la France. Les Royaumes des Francs (Ve – VIIe siècle), Paris, Belin, coll. « Histoire », 2014, 219 p. Publications revue et complétée – mais sans les illustrations, les cartes et les encadrés – des six chapitres sur le monde mérovingien de La France avant la France cité infra.
- La France avant la France (481-888), vol. 1 de l’Histoire de France sous la direction de Joël Cornette, Paris, Belin, 2010, 688 p. La première moitié du livre (chap. I-VI, p. 19-293) sur le monde mérovingien (Ve siècle – 714) + deux « ateliers » : sur les sources de l’histoire mérovingienne (p. 555-572) et sur la postérité des Mérovingiens (p. 573-585). Ces « ateliers » ont été réédités dans Le grand atelier de l’histoire de France. Le Moyen Âge. Sources. Historiographie. Controverses. Enjeux, sous la direction de Joël Cornette et Jean-Louis Biget, Paris, Belin, 2012, p. 31-61.
- Pouvoirs, Église et société dans les royaumes de France, de Bourgogne et de Germanie aux Xe et XIe siècles (888 – vers 1110). Manuel et dissertations corrigées, Paris, Ellipses, 2008, 332 p. « Chapitre 4 : les cadres ecclésiastiques », p. 67-87 ; « Chapitre 8 : la réforme de l’Église séculière », p. 163-179. Notices « Burchard de Worms », « Gérard de Cambrai », « Gérard de Brogne », Notger de Liège », « Rathier de Vérone », « Thietmar de Mersebourg ».
- ‘Gallia irradiata’. Saints et sanctuaires dans le nord de la Gaule du haut Moyen Âge, Stuttgart, Franz Steiner, coll. « Beiträge zur Hagiographie », 4, 2006, 428 p.

### Direction d'ouvrages
- Les Représentations de l’autorité épiscopale au XIe siècle : Gérard de Cambrai et les Gesta episcoporum Cameracensium, numéro spécial de la Revue du Nord, t. 97, n° 410, avril-juin 2015. Dossier de 8 articles de M. Sot, P. Byttebier, O. Huysmans, J. Lisson, S. Janssens, J. Exarchos, N. Ruffini-Ronzani et P. Chaffenet.
- Réforme(s) et Hagiographie dans l’Occident latin (VIe – XIIIe siècle), dossier de la revue Médiévales, n° 62, printemps 2012. Dossier de 7 articles de B. Dumézil et S. Joye, A.-M. Helvétius, K. Krönert, M. Diesenberger, M.-C. Isaïa, P. Henriet et D. Iogna-Prat, précédé d’un avant-propos, p. 5-12.
- Un premier Moyen Âge septentrional. Études offertes à Stéphane Lebecq, Villeneuve d’Ascq, 2011 (= Revue du Nord, t. 93, n° 391-392). Dossier de 18 articles de B. Delmaire, P. Périn, A. Dierkens, J. Barbier et L. Morelle, M. Gaillard, A.-M. Helvétius, Ch. Mériaux, O. Szerwiniack, J.-M. Picard, J. Heuclin, J. Schneider, E. Bozóky, K. Krönert, B.-M. Tock, J.-P. Gerzaguet, É. Lecuppre-Desjardin et G. Lecuppre, M. Suttor et S. Curveiller, précédé d’un avant-propos, p. 571-574.
- Hagiographie et Prédication, numéro thématique des Mélanges de science religieuse, t. 67, n° 3, juillet-septembre 2010. Dossier de 5 articles de K. Krönert, M.-C. Isaïa, E. Santinelli-Foltz, Ch. Mériaux et J. Heuclin, précédés d’une introduction, p. 3-4. Comptes rendus dans Analecta Bollandiana, t. 129, n° 1, 2011, p. 212-214 [François de Vriendt] et Revue d’histoire de l’Église de France, t. 97, n° 239, juillet-décembre 2011, p. 425-426 [Jean-Michel Matz].

### Articles
- (en) Ideal and Reality. Carolingian priests in northern Francia, dans Men in the Middle. Local priests in Early Medieval Europe, éd. Carine Van Rhijn et Steffen Patzold, Berlin/Boston, Walter de Gruyter, coll. Ergänzungsbände zum Reallexikon der Germanischen Altertumskunde, 93, 2016, p. 78-97.
- Milon de Saint-Amand, un moine historien au IXe siècle, dans Identités et histoire de Valenciennes et du Valenciennois. Regards croisés, Mémoires du Cercle archéologique et historique de Valenciennes, t. 12, 2016, p. 51-66.
- Foi et action publique chez quelques grandes figures de l’aristocratie carolingienne, dans Foi et action publique, dir. Bruno Béthouart et Yves-Marie Hilaire, actes de la XXIVe Université d’été du Carrefour d’histoire religieuse (Lille, 10-13 juillet 2015), Boulogne-sur-Mer, coll. Les Cahiers du Littoral. 2, 15, p. 77-86.
- Les Malefactores de l’église de Cambrai. À propos d’une liste copiée dans un livre d’évangiles carolingien : Cambrai, Médiathèque municipale, ms 327 (309), dans ‘Splendor Reginae’. Passions, genre et famille. Mélanges en l’honneur de Régine Le Jan, éd. Laurent Jégou, Sylvie Joye, Thomas Lienhard et Jens Schneider, Turnhout, Brepols, coll. Haut Moyen Âge, 22, 2015, p. 291-302.
- Affirmation d’une métropole, Reims du Ve au Xe siècle, dans Histoire de Reims. Une métropole dans l’histoire. La ville antique et médiévale, dir. Patrick Demouy, Paris, Éditions Dominique Guéniot, 2014, p. 101-137.
- La Compétition autour des églises locales dans le monde franc dans Compétition et sacré au haut Moyen Âge : entre médiation et exclusion, dir. Philippe Depreux, François Bougard et Régine Le Jan, Turnhout, Brepols, coll. « Haut Moyen Âge », 21, 2015, p. 85-102.
- L’Exclusion des prêtres locaux à l’époque carolingienne, dans Exclure de la communauté chrétienne. Sens et pratiques sociales de l’anathème et de l’excommunication (IVe – XIIe siècle), dir. Geneviève Bührer-Thierry et Stéphane Gioanni, Turnhout, Brepols, coll. Haut Moyen Âge, 23, 2015, p. 157-174.
- Avant-propos, dans Les représentations de l’autorité épiscopale au XIe siècle : Gérard de Cambrai et les Gesta episcoporum Cameracensium, numéro spécial de la Revue du Nord, t. 97, n° 410, avril-juin 2015, p. 225-228.
- (en collaboration avec Maryvonne Brasme, Isabelle Brousselle, François-Xavier Caillet, Paul Chaffenet, Boris Detant, Michèle Gaillard et Klaus Krönert), La Vie de sainte Eusébie de Hamage, Revue du Nord, t. 97, n° 410, avril-juin 2015, p. 385-398.